# 米先卡
46°41′44″N 30°56′53″E / 46.69556°N 30.94806°E
米什昌卡（烏克蘭語：Міщанка）是位於烏克蘭西南部的村莊，由敖德萨州敖德萨区的維濟爾卡市鎮負責管轄。該村始建於1880年，面積0.68平方公里，海拔高度4米，2001年人口169。